# سمنة الوزن الطبيعي
السمنة ذات الوزن الطبيعي (بالإنجليزية: Normal weight obesity)‏ (بالعامية "الدهون النحيفة ") هي حالة وجود وزن طبيعي للجسم، ولكن مع نسبة عالية من الدهون في الجسم، مما يؤدي إلى بعض المخاطر الصحية نفسها التي تسببها السمنة.

## التعريف
يشير مصطلح "السمنة الأيضية ذات الوزن الطبيعي" (MONW) إلى الأشخاص الذين يتمتعون بوزن طبيعي ومؤشر كتلة الجسم جيد، والذين يظهرون بعض الخصائص الأيضية التي تزيد من خطر الإصابة بمتلازمة التمثيل الغذائي بنفس طريقة السمنة. يعاني الأشخاص المصابون بمتلازمة MONW من زيادة الدهون الحشوية، وهم أكثر تعرضا لفرط الأنسولين ومقاومة الأنسولين وبالتالي لديهم استعداد للإصابة بمرض السكري من النوع 2، وارتفاع الدهون الثلاثية، وارتفاع ضغط الدم وأمراض القلب التاجية المبكرة أو أمراض القلب والأوعية الدموية. لا يلتقط مؤشر كتلة الجسم معلومات حول نسبة الدهون في الجسم (PBF)، وهو مؤشر أفضل للمخاطر الناجمة عن السمنة. أشارت بعض الدراسات إلى أن العامل الرئيسي الذي يفسر التشوهات الأيضية لدى الأفراد ذوي الوزن الزائد هو توزيع الدهون. وعلى أساس هذه الدراسات، تم اقتراح طريقة تسجيل لتحديد الأفراد المصابين بمتلازمة نقص المناعة البشرية، استنادًا إلى وجود أمراض مرتبطة أو تشوهات كيميائية حيوية مرتبطة بمقاومة الأنسولين.

## الانتشار
عام 2008 تم نشر أول انتشار للبالغين في الولايات المتحدة فوق سن 20 عام، استنادًا إلى مسوحات الفحص الوطني للصحة والتغذية من 1999 إلى 2004، حيث وجد أن 24٪ من البالغين ذوي الوزن الطبيعي كانوا يعانون من خلل في التمثيل الغذائي؛ من ناحية أخرى، كان 49٪ من البالغين الذين يعانون من زيادة الوزن و68٪ من البالغين المصابين بالسمنة يعانون من خلل في التمثيل الغذائي. وجد تحليل من دراسة NHANES سابقة من عام 1988 إلى عام 1994 أن الأشخاص المصابين بـ MONW لديهم معدل أعلى بأربع مرات من متلازمة التمثيل الغذائي مقارنة بمجموعة الدهون المنخفضة في الجسم. في عام 2015، اقترح أن يكون إجمالي الوجود في عموم السكان في جميع أنحاء العالم حوالي 20٪، مع وجود أعلى معدل لـ MONW في السكان الأوروبيين. كانت الأنماط خاضعة ومتأثرة أيضًا بالجنس والعمر والتدخين وتعاطي الكحول والمنطقة.

## العلاج
منذ عام 2018، فان العلاج الأمثل غير معروف. وأشارت دراسة أجريت عام 1998 إلى أن تقييد الطاقة وفقدان الوزن، على سبيل المثال فترة تتراوح من 4 إلى 12 أسبوع من النظام الغذائي وممارسة الرياضة، كان مفيد.  وجدت دراسة صغيرة أجريت على 11 آسيوي مصاب بمتلازمة MONW ونشرت في يونيو 2018 أن فقدان الوزن المعتدل من خلال اتباع نظام غذائي يقلل من مخاطر أمراض القلب والأوعية الدموية لديهم من خلال تحسين تكوين الجسم ومستوى الدهون وحساسية الأنسولين.
لقد ثبت أن تناول مكملات المغنيسيوم عن طريق الفم يعمل على تحسين ضغط الدم والمستوى الأيضي للأشخاص المدرجين في قائمة MONW. 